# Храм Радхаваллабхи (Вриндаван)
Храм Радхава́ллабхи — индуистский кришнаитский храм в святом месте паломничества вайшнавизма Вриндаване. Один из самых известных храмов Вриндаваны, построенный Хит Харивамшей Госвами — основателем Радха-валлабха-сампрадаи, последователи которой поклоняются Радхе-Кришне. Приверженцы этой же традиции управляют другим известным вриндаванским храмом — Банке-бихари. В храме Радха-Валлабхи нет божества Радхи, но о её присутствии говорит корона, помещённая рядом с божеством Кришны. На одном фундаменте с храмом расположены также храмы Радха-Ананды Валлабхи, Радха-Дживан Валлабхи и Радха-Кишори Валлабхи.
Расписание:
- Мангала-арати 5:30;
- Даршан 8:30—12:15 и 18:00—21:00.